# Michael Ball (zanger)

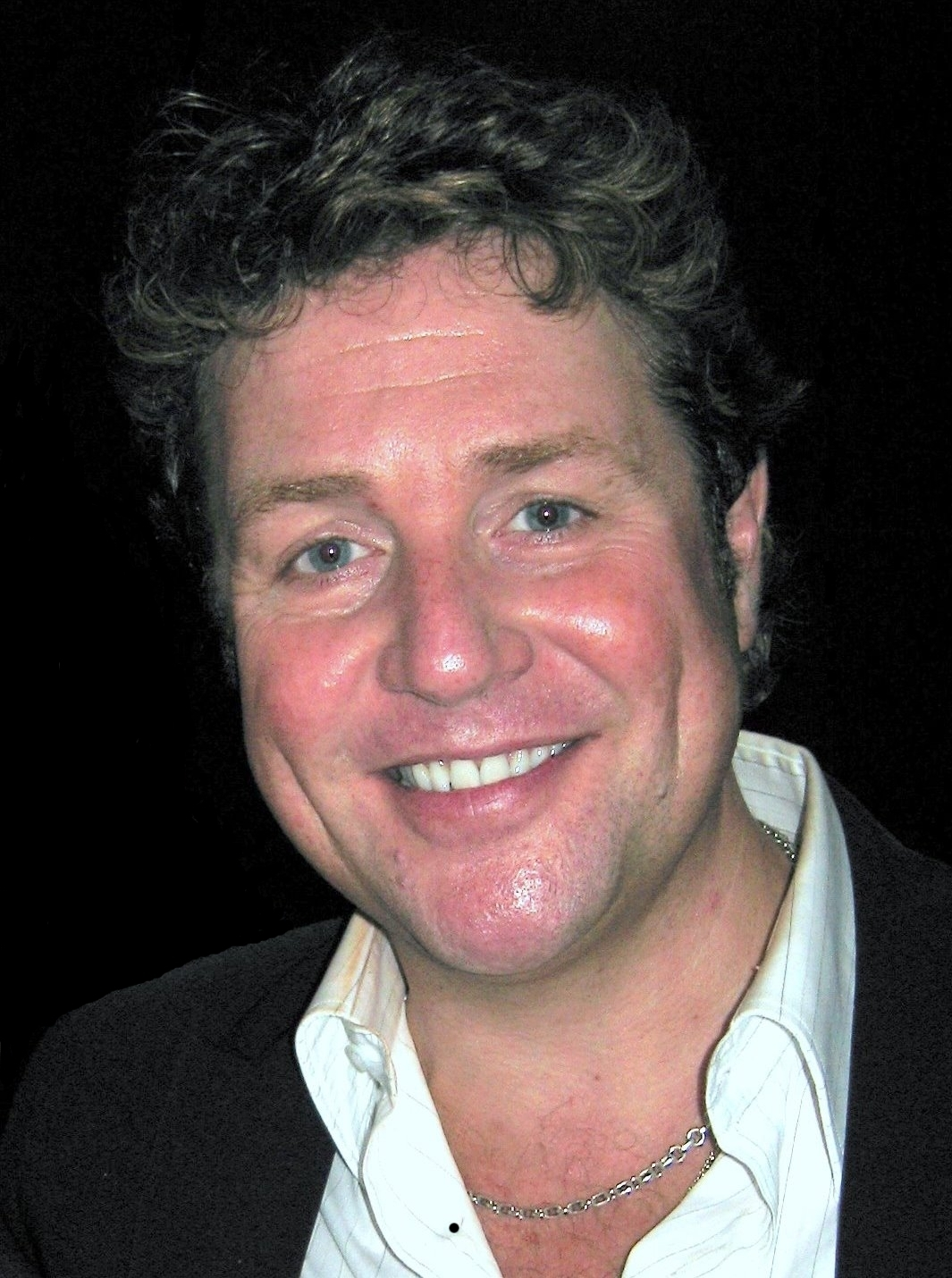
Michael Ball

Michael Ashley Ball (Leicester, 27 juni 1962) is een Britse zanger en acteur, bekend om zijn rollen in musicals.
Hij studeerde drama aan de toneelschool. Hij speelde musicalrollen in Les Misérables, Phantom of the Opera en nog vele andere musicals. Vanaf oktober 2007 speelt hij de rol van Edna Trunblad in Hairspray.
Met Love Changes Everything, uit de musical Aspects of Love, haalde hij de top van de Britse hitparade. Met singles haalde hij maar kleine successen, maar zijn albums behaalden al snel een gouden status. Hij vertegenwoordigde het Verenigd Koninkrijk op het Eurovisiesongfestival 1992 met het lied One step out of time waarmee hij als tweede eindigde.
Verder presenteerde hij verschillende programma's op zowel radio als televisie. In 2005 maakte hij zijn musicaldebuut op Broadway.
In 2020 haalde Ball de eerste plaats in de Britse hitparade, met een cover van You'll Never Walk Alone. Deze nam hij op met de 99-jarige veteraan Tom Moore. De opbrengst kwam ten goede aan de National Health Service.
1957: Patricia Bredin · 
1959: Pearl Carr & Teddy Johnson · 
1960: Bryan Johnson · 
1961: The Allisons · 
1962: Ronnie Carroll · 
1963: Ronnie Carroll · 
1964: Matt Monro · 
1965: Kathy Kirby · 
1966: Kenneth McKellar · 
1967: Sandie Shaw · 
1968: Cliff Richard · 
1969: Lulu · 
1970: Mary Hopkin · 
1971: Clodagh Rodgers · 
1972: The New Seekers · 
1973: Cliff Richard · 
1974: Olivia Newton-John · 
1975: The Shadows · 
1976: Brotherhood of Man · 
1977: Lynsey de Paul & Mike Moran · 
1978: Co-Co · 
1979: Black Lace · 
1980: Prima Donna · 
1981: Bucks Fizz · 
1982: Bardo · 
1983: Sweet Dreams · 
1984: Belle & The Devotions · 
1985: Vikki Watson · 
1986: Ryder · 
1987: Rikki · 
1988: Scott Fitzgerald · 
1989: Live Report · 
1990: Emma · 
1991: Samantha Janus · 
1992: Michael Ball · 
1993: Sonia · 
1994: Frances Ruffelle · 
1995: Love City Groove · 
1996: Gina G · 
1997: Katrina & the Waves · 
1998: Imaani · 
1999: Precious · 
2000: Nicki French · 
2001: Lindsay Dracass · 
2002: Jessica Garlick · 
2003: Jemini · 
2004: James Fox · 
2005: Javine Hylton · 
2006: Daz Sampson · 
2007: Scooch · 
2008: Andy Abraham · 
2009: Jade Ewen · 
2010: Josh Dubovie · 
2011: Blue · 
2012: Engelbert Humperdinck · 
2013: Bonnie Tyler · 
2014: Molly · 
2015: Electro Velvet · 
2016: Joe & Jake · 
2017: Lucie Jones · 
2018: SuRie · 
2019: Michael Rice · 
2021: James Newman ·
2022: Sam Ryder ·
2023: Mae Muller ·
2024: Olly Alexander ·
2025: Remember Monday
- Biblioteca Nacional de España: XX4416849
- Gemeinsame Normdatei: 134664655
- International Standard Name Identifier: 0000 0000 8389 6367
- Library of Congress Control Number: no98037758
- MusicBrainz: 09402904-94b8-467d-a894-4a7b40045eaf
- Nationale Bibliotheek van Israël: 987007434716505171
- Virtual International Authority File: 65676769
- WorldCat: E39PBJyX4rDmtRrwvyKrfyJxDq